# 向河原町 (郡山市)
向河原町（むかいがわらまち）は、福島県郡山市に所在する町丁である。郵便番号は963-8801。

## 地理
郡山市役所本庁所管地域である旧郡山地区に属する。北で富久山町久保田、東で横塚、南で谷島町、西でJR鉄道用地内の旧来の字（燧田、宮田、東宿、大名艮）を挟み駅前、大町とそれぞれ隣接する。郡山駅東口市街地北側に位置し、住居表示が実施されている。概ね東北本線から東部幹線にかけての区域のうち、一級水系阿武隈川水系逢瀬川右岸域を範囲とする。域内はかつて工場用地が大半を占めていたが、工場移転に伴う再開発により郡山駅東ショッピングセンターや星総合病院などの大型公共施設が立地している。逢瀬川沿いにわずかに住宅が立地する。芳賀に所在する郡山警察署芳賀交番、および堂前町に所在する郡山消防署本署がそれぞれ管轄にあたる。

## 世帯数と人口
2024年1月1日現在の世帯数と人口は以下の通りである。
| 町丁     | 世帯数 | 人口 |
| -------- | ------ | ---- |
| 向河原町 | 45世帯 | 90人 |

## 小・中学校の学区
市立小・中学校に通う場合、学区は以下の通りとなる。
| 番地 | 小学校             | 中学校                 |
| ---- | ------------------ | ---------------------- |
| 全域 | 郡山市立赤木小学校 | 郡山市立郡山第二中学校 |

## 交通

### 道路
- 福島県道57号郡山大越線
  - 逢瀬川橋
- 一級市道52号日出山久保田線（東部幹線）
- 一級市道58号赤沼方八町線（南東端部 東部幹線重用区間）
- 一級市道75号向河原大町線（美術館通り）

## 施設等
- 星総合病院
  - ポラリス保険看護学院
- 郡山駅東ショッピングセンター
  - ドン・キホーテ 郡山駅東店
  - ラウンドワンスタジアム 郡山店
  - 郡山湯処 まねきの湯
- WECARS 郡山店
- 福島交通 郡山支社
- 保土谷化学工業 郡山工場（一部敷地のみ）
- 仙建工業 福島支店